# Hørup Kirke (Silkeborg Kommune)
 For alternative betydninger, se Hørup Kirke. (Se også artikler, som begynder med Hørup Kirke)
Hørup Kirke i Kjellerup, Lysgård Herred (Viborg Amt).
Den nuværende kirke er opført i 1874 af arkitekt F. Uldall, i granitkvadre, efter den gamle romanske kirke der brændte efter lynnedslag i 1872.
Det meste af kirkeinventaret er fra den gamle kirke: En romansk døbefont, en udskåret altertavle i barokstil, men med et maleri af Christian Dalsgaard fra 1876, prædikestol og krucifiks i renæssancestil.

## Eksterne kilder og henvisninger
- Wikimedia Commons har flere filer relateret til Hørup Kirke (Silkeborg Kommune)
- Hørup Kirke hos KortTilKirken.dk